# Loupiac (Weinbaugebiet)

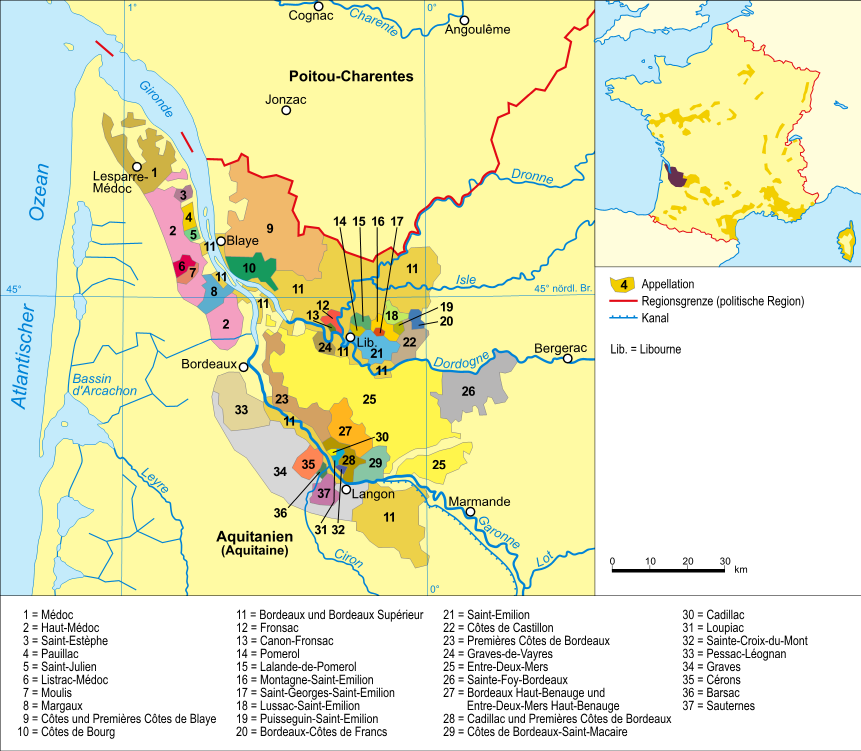
Karte – Weinbaugebiet Bordeaux

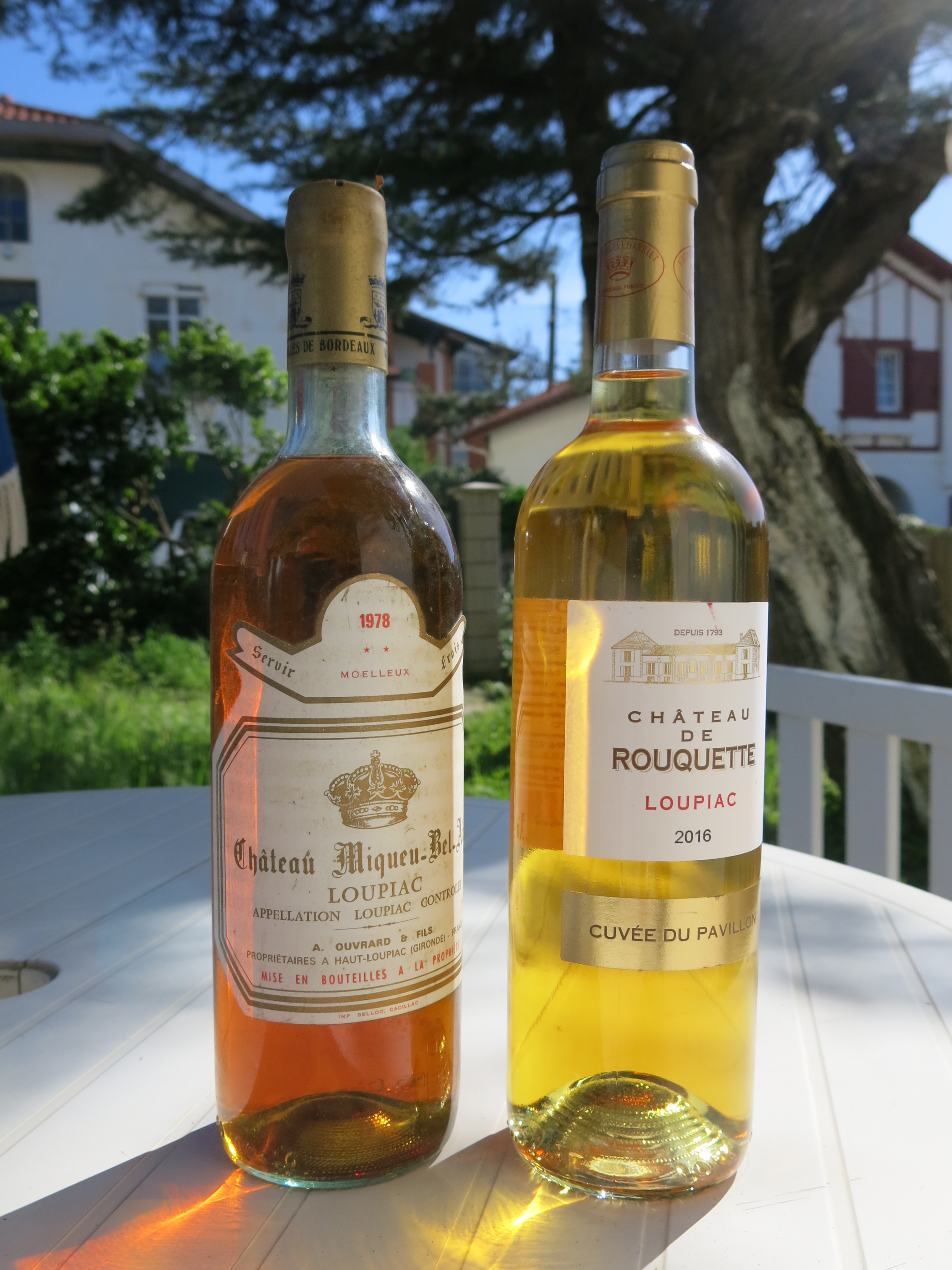

Das Weinbaugebiet Loupiac liegt im Süden der großen Weinbauregion Entre-Deux-Mers, einem Teil des Bordeaux, und erzeugt ausschließlich edelsüße Weißweine. Die Appellation umfasst ca. 405 Hektar und liegt auf dem Gebiet der Gemeinde Loupiac. Die Fläche mit lehmigem Kalksteinboden grenzt an die große Appellation Premières Côtes de Bordeaux und liegt am orographisch rechten Ufer der Garonne. Loupiac liegt den bekannten Anbaugebieten Sauternes und Barsac gegenüber. Seit dem 11. September 1936 genießt das Gebiet den Status einer Appellation d’Origine Contrôlée (AOC). Schriftlich belegt ist der Weinbau in Loupiac seit dem 13. Jahrhundert. Im Jahr 1232 wurde in den Katasterregistern der Region ein Verkauf von Rebflächen in Loupiac aktiert.
Die Bestimmungen der Appellation gelten ausschließlich für edelsüße Weißweine (siehe Botrytis cinerea) aus den Rebsorten Sémillon (durchschnittlicher Anteil ca. 85 %), Sauvignon Blanc (ca. 10 %) und Muscadelle. Die Vorschrift verlangt, dass der Most mindestens 221 g Zucker pro Liter enthält (siehe hierzu auch den Artikel Mostgewicht). Nach der Gärung muss der Mindestalkoholgehalt im Wein 13 Vol. Prozent betragen. Die Erntebeschränkung liegt bei 40 Hektoliter/Hektar. Aus den rund 400 Hektar Rebfläche werden im Mittel ca. 15.000 Hektoliter Wein gewonnen. Im Jahr 2005 wurden auf einer Fläche von 364 Hektar 12.927 Hektoliter Wein deklariert.
Die Weine gelten neben denen von Sainte-Croix-du-Mont als die besten Süßweine des Bereiches Entre-Deux-Mers. Qualitativ reichen sie nicht an die Weine des Sauternes heran, sind jedoch eine kostengünstige Alternative.
Die Weine können ca. 7 bis 15 Jahre gelagert werden und sollten bei einer Trinktemperatur von 6 bis 8 °C genossen werden.